# Liste der Baudenkmäler in Lützerath
Die Liste der Baudenkmäler in Lützerath enthält die denkmalgeschützten Bauwerke auf dem Gebiet von Erkelenz-Lützerath in Nordrhein-Westfalen (Stand: Oktober 2011). Diese Baudenkmäler sind in der Denkmalliste der Stadt Erkelenz eingetragen; Grundlage für die Aufnahme ist das Denkmalschutzgesetz Nordrhein-Westfalen (DSchG NRW).

RWE darf nach politischen Entscheidungen von 2022 Braunkohle, die unter Lützerath lagert, abbauen. Lützerath wurde daher 2022 abgesiedelt. Anfang 2023 wurde Lützerath von Klimaaktivisten besetzt, staatliche Kräfte nahmen die Räumung vor. Der Wachtmeisterhof wurde noch während der Räumung zerstört; das Grab- und das Wegekreuz sollen beim Abriss des Ortes transloziert werden.
| Bild                          | Bezeichnung                   | Lage                              | Beschreibung | Bauzeit | Eingetragen seit | Denkmal- nummer |
| ----------------------------- | ----------------------------- | --------------------------------- | --- | ------- | ---------------- | --------------- |
| BacksteinhofWachtmeisterhof   | Backsteinhof Wachtmeisterhof  | Lützerath Lützerath 14 Karte      | Backsteinhof, Wohnhaus giebelständig verputzt, 2 Geschosse in 2 Achsen, daneben Traufanbau 2 Geschosse in 2 Achsen, an der Fassade die Jahreszahl in Ankersplinten 1763. | 1763    | 20. Oktober 1993 | 171             |
| Wegekreuz von 1867            | Wegekreuz von 1867            | Lützerath Lützerath / L 277 Karte | Neugotisches Werksteinkreuz mit Metallkorpus, auf Sockel Inschrift mit Jahreszahl, schmiedeeiserne Umfriedung.                                                           | 1867    | 14. Mai 1985     | 242             |
| ehemaliges Grabkreuz von 1790 | ehemaliges Grabkreuz von 1790 | Lützerath Karte                   | Blaustein mit Flachrelief, auf der Rückseite Inschrift mit Jahreszahl.                                                                                                   | 1790    | 14. Mai 1985     | 243             |